# Arteria auricular profunda
La arteria auricular profunda es una arteria que se origina en la arteria maxilar. No presenta ramificaciones importantes.

## Recorrido
La arteria auricular profunda nace a menudo en común con la arteria timpánica anterior.
Asciende en la sustancia de la glándula parótida, por detrás de la articulación temporomandibular, perfora el muro cartilaginoso u óseo del meato acústico externo, e irriga su forro cuticular y la superficie externa de la membrana timpánica. Da una rama para la articulación temporomandibular.

## Distribución
Irriga la piel del conducto auditivo externo, la membrana del tímpano  y la  mucosa  de la cavidad timpanica también la articulación temporomandibular.